# Caracol (Haïti)
Caracol (Haïtiaans-Creools: Karakòl) is een stad en gemeente in Haïti met 7700 inwoners. De plaats ligt aan de kust van de Atlantische Oceaan, 18 km ten oosten van de stad Cap-Haïtien. De gemeente maakt deel uit van het arrondissement Trou-du-Nord in het departement Nord-Est.
Er wordt suikerriet en fruit verbouwd. Ook vindt er industriële verwerking van rietsuiker plaats.
Hier, bij de Caracolbaai, liep het schip, de Santa María, van Cristoffel Columbus op het koraal en was het een dag later onherstelbaar. Met de resten van het schip bouwde hij hier La Navidad, waar 39 bemanningsleden moesten achterblijven toen Columbus weer naar Spanje terugging.

## Indeling
De gemeente bestaat uit de volgende sections communales:
| Nr. | Naam                     | Km²   | Inw.2015 |
| --- | ------------------------ | ----- | -------- |
| 1   | Champin                  | 30,70 | 5.349    |
| 2   | Glaudine (of: Jacquesil) | 44,21 | 2.365    |